# Лебедев, Олег Николаевич
Олег Николаевич Лебедев (1929 — 3 июля 2005) — советский и российский учёный, доктор технических наук, профессор, заслуженный деятель науки и техники РСФСР (1989), заслуженный работник транспорта России (1992), ректор НИИВТ/НГАВТ (1980—1999).

## Биография
Родился в 1929 году. Окончил с отличием Благовещенское речное училище (1948), затем учился на факультете водного транспорта Томского политехнического института, но в 1951 году перешёл в Новосибирский институт инженеров водного транспорта на судомеханический факультет, окончив его в 1953 году.
С 1953 по 1964 год был старшим лаборантом, аспирантом, старшим преподавателем и доцентом на кафедрах СПСУ и СДВС; с 1965 по 1986 год заведовал кафедрой СДВС; в 1980—1999 годах занимал должность ректора НИИВТа.
Умер 3 июля 2005 года. Похоронен в Новосибирске на Заельцовском кладбище.

## Деятельность
Основатель научного направления теплофизических основ дизельных рабочих процессов. Подготовил 50 кандидатов технических наук и 7 докторов наук. Ему принадлежит 15 изобретений.

## Награды
В 1989 году получил золотую медаль ВДНХ и премию СМ РСФСР за развитие и внедрение новых решений по применению низкосортного топлива на речных судах.
Орден «Знак Почёта» и медали.

## Труды
Опубликовал 10 монографий, два учебника (всего более 250 научных работ): «Моделирование процессов в судовых поршневых двигателях и машинах» (Судостроение, Л. 1967); «Двигатели внутреннего сгорания речных судов» (учебник, М. 1990) и т. д.